# Бенедикт IV
Бенедикт IV (на латински: Benedictus PP. IV) е римски папа от 1 февруари 900 до юли 903 г.
През февруари 901 г. той коронова Лудвиг III Слепи за император на Свещената римска империя. Бенедикт отлъчва от църквата Балдуин II Фландърски заради убийството на архиепископа на Реймс.